# ویکپین، استرالیای غربی
ویکپین (به انگلیسی: Wickepin) یک شهرک در استرالیا است که در استرالیای غربی واقع شده‌است.